# Wallmans salonger

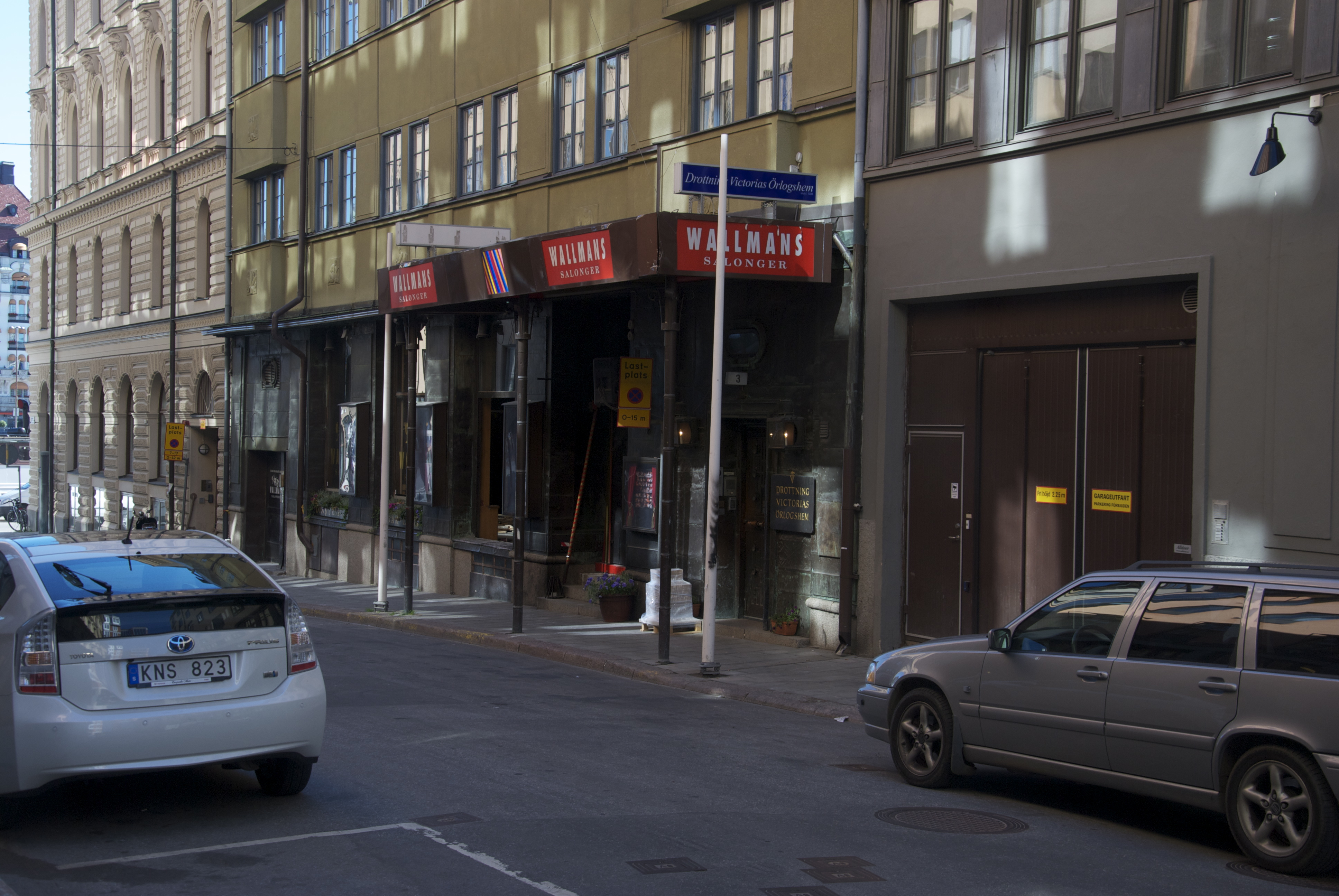
Wallmans Stockholm på Teatergatan 3.

Wallmans är en företeelse inom restaurangbranschen där personalen kombinerar servering med artisteri. Den drivs av företaget Wallmans Group AB och är uppkallad efter skaparen, nöjesentreprenören Hasse Wallman.
På Wallmans serveras publiken underhållning och mat av serverande artist som samtidigt deltar i en show. Någon som jobbar på Wallmans kan redan ha en pågående parallell artistkarriär, medan flertalet är nyexaminerade från professionella musikalutbildningar. Showpersonalen rekryteras från hela Skandinavien och väljs ut via en serie organiserade uttagningar.
Wallmans salonger startades i Stockholm år 1991 och är nu även etablerade i Oslo, Göteborg och Köpenhamn.

## Artister i urval

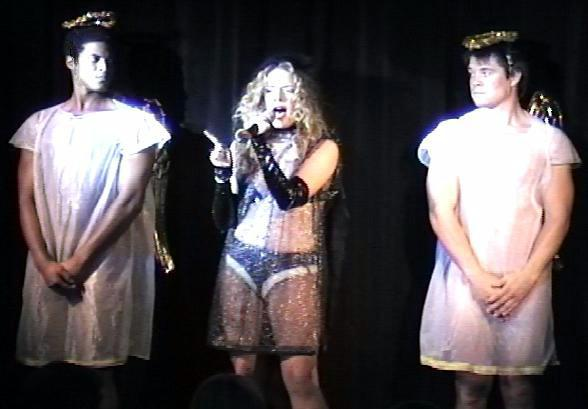
En sångerska med Joseph Tekie och Thord Johansson framför I'm No Angel i specialkabarén A Little Tribute Westward på Wallmans i Stockholm 2005

Wallmans har varit en språngbräda för många blivande artister. Många har efter Wallmans fortsatt inom artisteri som sångare/sångerskor, dansare, musikal- eller teaterartister, modeller, musiker, låtskrivare, musikproducenter, komiker eller Ny Cirkus-artister.
Ett urval av dessa är:

- Sonja Aldén
- Linda Bengtzing
- Håkan Berg
- My Blomqvist
- Shirley Clamp
- Micke Grahn
- Hanna Hedlund
- Lina Hedlund
- Clarissa Krabbe
- Erik Linder
- Chris Lindh
- Andreas Lundstedt
- Jessica Marberger
- Tess Merkel
- NEO
- Dea Norberg
- Jenny Pettersson
- Linda Pritchard
- Johan Röhr
- Jacob Stadell
- David Stenmarck
- Martin Stenmarck
- Tom Stone
- Fredrik Swahn
- Daniel Yngwe
- Patrik Rasmussen